# Ponte Principe Amedeo Savoia Aosta
Ponte Principe Amedeo Savoia Aosta är en bro över Tibern i Rom. Den invigdes 1942 och är uppkallad efter den italienske generalen och generalguvernören Amadeus av Savojen-Aosta (1898–1942). Bron förbinder Lungotevere dei Fiorentini och Lungotevere dei Sangallo i Rione Ponte med Lungotevere in Sassia i Rione Borgo och Lungotevere Gianicolense i Rione Trastevere. Bron ritades av ingenjören Rodolfo Stoelcker. 

### Webbkällor
- ”Ponte Principe Amedeo Savoia Aosta”. Turismo Roma. Dipartimento Grandi Eventi, Sport, Turismo e Moda. https://www.turismoroma.it/it/luoghi/ponte-principe-amedeo-savoia-aosta. Läst 21 januari 2025.